# Natasha Kaiser-Brown
Natasha Kaiser-Brown (née le 14 mai 1967 à Des Moines) est une athlète américaine spécialiste du 400 mètres.

## Carrière
Étudiante à l'Université du Missouri, elle remporte en 1989 le 400 m des Championnats NCAA en salle, et se classe deuxième des championnats en plein air. Lors de sa première saison sur le circuit de l'IAAF, l'Américaine termine septième de la Finale du Grand Prix 1990. L'année suivante, aux Jeux panaméricains de La Havane, Natasha Kaiser échoue au pied du podium du 400 m, mais remporte en fin de compétition la médaille d'or du relais 4 × 400 m avec l'équipe américaine. Sélectionnée pour les Championnats du monde de Tokyo, elle participe aux séries des relais mais n'est pas rappelée en finale.
En 1992, Natasha Kaiser décroche la médaille d'argent du 4 × 400 m des Jeux olympiques de Barcelone aux côtés de Gwen Torrence, Jearl Miles et Rochelle Stevens, terminant à près de six dixièmes de secondes de l'Équipe unifiée. Médaillée d'argent dans l'épreuve du relais 4 × 400 m lors des mondiaux indoor de Toronto, en début de saison 1993, l'Américaine établit la meilleure performance de sa carrière sur 400 m en finale des Championnats du monde de Stuttgart. Avec le temps de 50 s 17, elle monte sur la deuxième marche du podium, derrière sa compatriote Jearl Miles-Clark. En fin de compétition, l'équipe américaine (Torrence, Malone, Kaiser-Brown et Clark) remporte le titre mondial du relais 4 × 400 m devant la Russie et le Royaume-Uni. 
En 1994, à Knoxville, Natasha Kaiser-Brown remporte le 400 m des Championnats des États-Unis, signant son unique succès dans cette compétition. Elle décroche une nouvelle médaille d'argent sur 4 × 400 m lors des Championnats du monde en salle 1997.
Elle est mariée à l'ancien sauteur en hauteur Brian Brown. Elle est l'entraineur de l'équipe d'athlétisme de l'Université de Des Moines.

## Palmarès
| Année | Compétition                    | Lieu      | Résultat | Épreuve   |
| ----- | ------------------------------ | --------- | -------- | --------- |
| 1991  | Jeux panaméricains             | La Havane | 4e       | 400 m     |
| 1991  | Jeux panaméricains             | La Havane | 1re      | 4 × 400 m |
| 1992  | Jeux olympiques                | Barcelone | 2e       | 4 × 400 m |
| 1993  | Championnats du monde en salle | Toronto   | 2e       | 4 × 400 m |
| 1993  | Championnats du monde          | Stuttgart | 2e       | 400 m     |
| 1993  | Championnats du monde          | Stuttgart | 1re      | 4 × 400 m |
| 1997  | Championnats du monde en salle | Paris     | 2e       | 4 × 400 m |